# Montano (notário)
Montano (em latim: Montanus) foi um romano do século VI que serviu na corte de Ravena do rei ostrogótico Vitige (r. 536–540) em 540 como notário do vestiário sagrado. Em 4 de janeiro de 540, teria adquirido propriedades próximo de Favência.